# Thalia (Kino, Potsdam)
Das Kino Thalia ist ein Programmkino in Potsdam-Babelsberg. Für seine Filmauswahl erhielt es schon des Öfteren brandenburgische Landes- und deutsche Bundesauszeichnungen, so etwa im Jahre 2015 für das beste deutsche Jahresfilmprogramm.
Das Kino beteiligt sich zusammen mit der Potsdamer Filmuniversität und dem Potsdamer Filmmuseum am Projekt Kinderfilmuniversität.
Neben Filmvorführungen in den vier Kinosälen des Haupthauses, bietet das Kino in der Sommersaison zusammen mit dem Waschhaus Potsdam Open Air - Kinoveranstaltungen an dessen Standort an.

## Geschichte
Das Haus wurde im Februar 1918 als Thalia-Theater eröffnet, durchlebte im 20. Jahrhundert eine wechselvolle Geschichte und hat sich seit Beginn der 2000er Jahre einige Reputation durch seine Programmauswahl und die dargebotene Filmkunst erworben.
Im Jahre 2019 beteiligte sich das Kino an Moving History – Festival des historischen Films, 2024 war es eine der Filmvorführungsstätten der Berlinale.